# Ancien poste central de la gare ferroviaire de Rennes
Le poste central de la gare ferroviaire de Rennes est l'ancien poste d'aiguillage de la gare. Construit en 1939 et équipé en 1941, il fut en service jusqu'en 2018 et fut le dernier de la société Mors encore en fonctionnement. Le bâtiment et l'ensemble de son équipement technique sont inscrits aux monuments historiques en 2020 pour leur « caractère exceptionnel dans l'histoire des techniques et des métiers de l’aiguillage et de la régulation des trains ». 

## Localisation et description
Situé au sein de la gare, le poste central se trouve juste à l'ouest du bâtiment des voyageurs, le long du quai 1, entre l'ancien buffet de la gare à l'est et le bâtiment de la direction régionale de la SNCF au nord et à l'ouest. Il est accessible par ce quai et par le boulevard de Beaumont.
Le bâtiment est de deux étages. Au rez de chaussée se trouve un hall d'entrée, un escalier permettant l'accès aux étages et des sanitaires et un réfectoire pour les aiguilleurs. Au premier étage, on trouve la salle des relais occupée par ces derniers — barres et câbles — du sol au plafond et au dernier étage se trouve la cabine de l'aiguilleur ou salle de commande des aiguilles avec le combinateur Mors.

## Histoire
Contrairement à ce qui était habituellement fait, le bâtiment est érigé non pas au milieu ou au début du faisceau des voies mais dans le prolongement de la gare, le long du premier quai. À sa construction, en 1939, il jouxte le buffet de la gare, construit lui en 1913, et occupe la place d'anciens entrepôts en bois, détruits pour l'occasion.   
L'appareillage n'est installée qu'en 1941, dans le plan de modernisation de la gare. Elle est l'œuvre de la société Mors. Celle-ci fabrique pour les compagnies ferroviaires des postes d’aiguillage à leviers d'itinéraires ou leviers individuels, des moteurs de signal et de nombreux relais et verrous électromécaniques. Mors a pour principaux clients la compagnie des chemins de fer du Nord, la compagnie des chemins de fer de l'Est et l'Administration des chemins de fer de l'État (qui a repris les compagnies déficitaires de l'ouest français). Mors a d'abord développé en 1922 un poste à leviers d'itinéraire à curseurs, déployant cette technologie dans les gares de La Rochelle, Laon, Lens, Tergnier, Valenciennes et Amiens. Avec cette technique, les leviers se déplacent verticalement dans un grill puis horizontalement dans une fente déterminée. À partir de 1930, Mors lance la technique des leviers particuliers d'itinéraires où chaque levier correspond à un itinéraire et qui se déplacent horizontalement. Mors déploiera sa nouvelle technologie à Versailles-Chantiers (1932), Caen (1936), Versailles-Porchefontaine (1937), Clamart (1937), Le Mans (1938) et Rennes (1941). Le poste central de cette gare est donc le dernier installé par la société Mors et aussi le dernier à être encore en fonctionnement à partir de 1987. 
En juin 1964, avec l'électrification annoncée de la ligne entre Le Mans et Rennes et l'accroissement du trafic attendu, le poste est démonté pour être confié à la société Mors pour en accroitre les performances. Un poste provisoire de 132 manettes est installé. Le poste d'aiguillage amélioré est réinstallé juste avant l'ouverture de la ligne électrifiée en mai 1965. Il est passé de 80 à 138 leviers. De nombreuses pièces de l'aiguillage de même technologie du poste de Caen, qui a été arrêté en 1964, sont récupérées, rénovées et réutilisées pour le poste de Rennes. 
Trois tables ont été ajoutées : une pour l'alimentation et la protection des nouveaux caténaires, une pour la commande des signaux et des annoteurs de zones et une table de travail équipée d'une platine téléphonique. Le bâtiment est lui rénové et son extérieur peint en blanc, qui est toujours sa couleur aujourd'hui (2023).
En 1990, le bâtiment connait une nouvelle rénovation, la coursive est partiellement supprimée pour agrandir la salle du combinateur et de nouvelles fenêtres sont installées. 
En 2010, dans le cadre de la modernisation du réseau ferré français et de la construction d'une ligne à grande vitesse entre Le Mans et Rennes, Réseau ferré de France programme la construction d'un bâtiment de gestion de commande centralisée du réseau des équipements ferroviaires qui accueillera également un poste de contrôle à distance et le poste de commande central des sous-stations du Centre-Ouest et choisit de l'installer sur le site ferroviaire de Saint-Hélier, à l'est de la gare de Rennes. La mise en service de ce nouveau bâtiment entraine le débranchement du poste central de la gare de Rennes à l'été 2018, après 77 ans de service.
Il est le dernier poste d'aiguillage de ce type encore en place en Europe. 
L'association Rails et Histoire, dont le but est la protection du patrimoine ferroviaire français, organise des visites du bâtiment lors des journées du Patrimoine.